# Тренувальна місія НАТО у Республіці Ірак
Тренувальна місія НАТО у Республіці Ірак (англ. NATO Training Mission – Iraq) — спільні навчання країн-учасниць Північноатлантичного альянсу, збройних сил Іраку та країн-партнерів НАТО. У 2004 році на прохання Тимчасового уряду Іраку відповідно до положень резолюції 1546 Ради Безпеки ООН, Північноатлантична рада ухвалила рішення про проведення тренувальних навчань в Іраку. Рішення було попередньо узгоджене на Стамбульському саміті НАТО. Головне завдання місії — підготувати іракські сили безпеки, надати вагому допомогу державним структурам країни у процесах створення та розвитку військових навчальних закладів.
Тренувальна місія НАТО відігравала важливу роль для пост-конфліктного відновлення та стабілізації обстановки в Іраку. З огляду на це 12 грудня 2011 року Північноатлантичною радою НАТО було прийнято рішення про завершення діяльності тренувальної місії НАТО у країні. До 31 грудня 2011 року всі війська з Іраку були відкликані.
Загальна чисельність місії становила орієнтовно 170 військовослужбовців з 22 країн-членів НАТО та п'яти країн-партнерів Альянсу (України, Йорданії, Єгипту, Японії, ОАЕ).

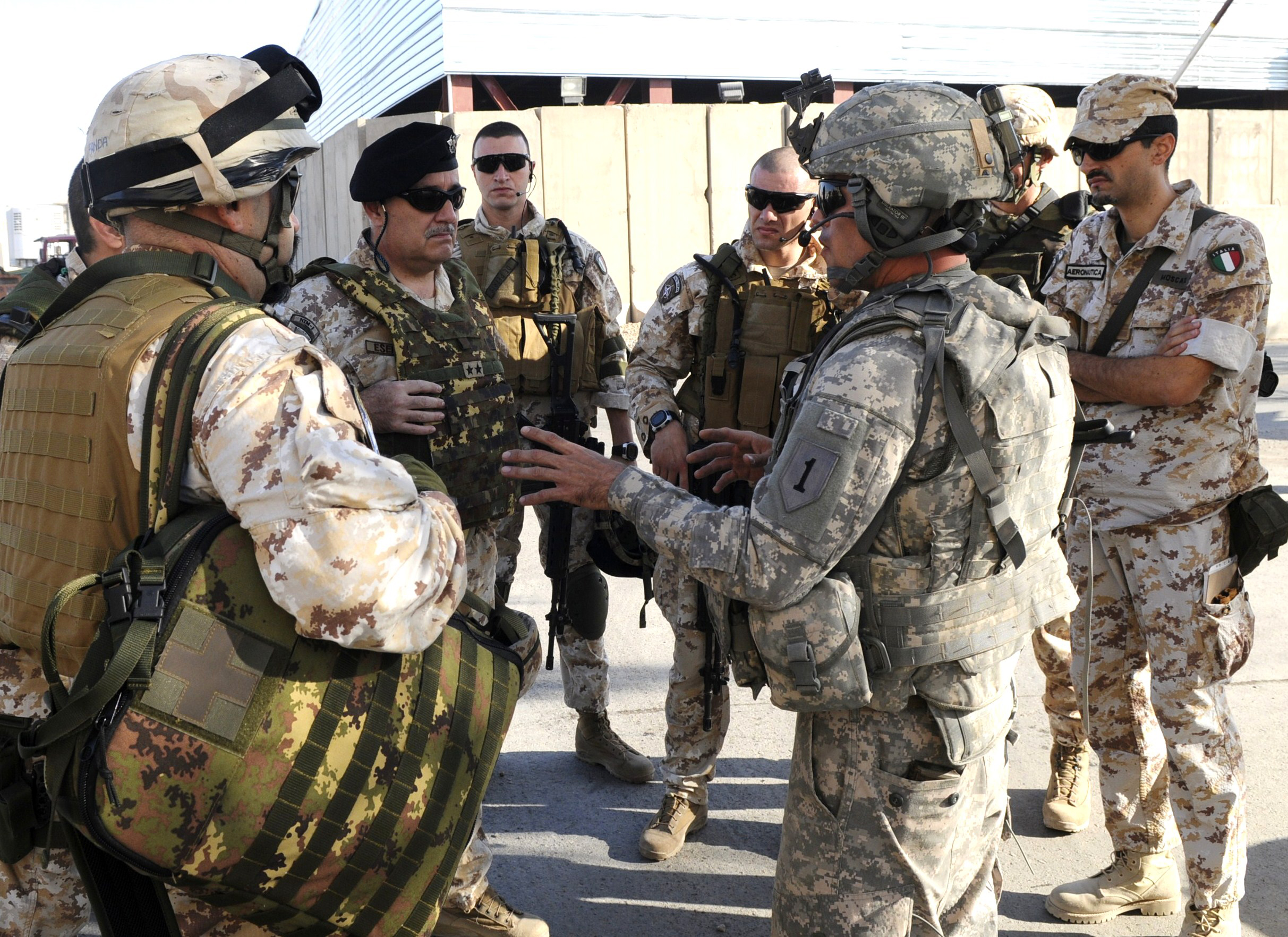
Заступник командувача місією Джованні Арментані консультує військових

## Керівництво
Місія здійснювалась у 6 районах. Штаб Місії був розташований на передовій операційній базі «Юніон-3» в Багдаді. Особовий склад Місії виконував завдання в межах інтернаціональної зони: проведення тренувань, здійснення порадницько-консультативної діяльності, всебічне забезпечення діяльності всіх підрозділів місії.
Командувачами у різні роки були генерал-лейтенант Девід Петреус (США), генерал-лейтенант Майкл Феррітер (США), генерал-лейтенант Майкл Барберо (США), генерал-майор Клаудіо Анджелеллі (Італія). Командувач місії був безпосередньо підпорядкований Верховному головнокомандувачу ОЗС НАТО з питань операцій в штабі ВГК ОЗС НАТО в Європі, а той, у свою чергу, через Голову Військового комітету — Північноатлантичній раді.

## Завдання місії
Основні завдання, які виконувались у місії:
- тренування та підготовка особового складу іракської національної поліції;
- надання дорадчої допомоги визначеним операційним центрам (Національному операційному центру офісу прем'єр-міністра Іраку, Об'єднаному операційному центру Міністерства оборони Іраку, Національному координаційному центру Міністерства внутрішніх справ Іраку);
- підготовка програм і навчання особового складу іракських сил безпеки у військових навчальних закладах Іраку (Військова академія Ар-Рустамія, Національний коледж оборони, Об'єднаний штабний коледж, Оборонний лінгвістичний інститут);
- організація проведення курсів для персоналу іракських сил безпеки в країнах — членах Альянсу та країнах-партнерах;
- постачання озброєння, військової техніки та обладнання, що надходить у рамках добровільної допомоги країн — членів Альянсу;
- організація та проведення тренування і навчання сержантського складу збройних сил Іраку;
- організація підготовки штабів бойових підрозділів іракських сил безпеки рівня «батальйон-бригада»;
- організація та проведення курсів з мовної підготовки;
- дорадча допомога у створенні сучасної системи освіти силових структур та інше[5][6][7].

## Країни-учасниці місії
| - Литва - Данія - Німеччина - Франція - Естонія - Італія | - Канада - Ісландія - Нідерланди - Норвегія - Польща - Чехія | - Румунія - Іспанія - Туреччина - Велика Британія - Угорщина - США | - Словаччина - Словенія - Болгарія - Албанія - ОАЕ - Йорданія | - Єгипет - Україна - Японія |

## Внесок України
Україна була однією з країн-партнерів Альянсу, миротворчий персонал якої працював у складі Тренувальної місії НАТО.
Представники Збройних сил України брали участь в місії з лютого 2006 року. Підставами для участі були: Указ Президента України від 30 листопада 2005 року № 1675/2005 «Про направлення миротворчого персоналу України до Республіки Ірак» та Постанова Кабінету Міністрів України від 30 березня 2006 року № 401/2006 «Деякі питання забезпечення діяльності миротворчих контингентів і миротворчого персоналу, що утримуються за рахунок державного бюджету».
Пріоритетними напрямками в роботі українських офіцерів під час місії було:
- надання експертно-консультативної допомоги начальнику «Об'єднаного оперативного центру» при Міністерстві оборони Іраку з питань організації ефективної роботи Центру;
- проведення тренувань особового складу «Об'єднаного оперативного центру» при Міністерстві оборони Іраку по створенню бази даних оперативної обстановки за допомогою систем SADIQ та Falcon View;
- надання експертно-консультативної допомоги особовому складу «Об'єднаного оперативного центру» при Міністерстві оборони Іраку з питань відображення та аналізу загальної оперативної обстановки за допомогою систем SADIQ та Falcon View;
- розробка матеріалів, сценаріїв та проведення командно-штабних тренувань і навчань при «Об'єднаному оперативному центрі» при Міністерстві оборони Іраку;
- допомога в розвитку «Об'єднаного оперативного центру» при Міністерстві оборони Іраку до рівня, коли він якомога швидше зможе функціонувати без сторонньої допомоги[12].